# مشاع 6 بشت كوه دو ساري (غرمسار كرمان)
مشاع 6 بشت کوه دو ساري (بالإنجليزية: Masha-ye 6 Posht Kuh Do Sari)‏ هي منطقة سكنية تقع في إيران في قسم غرمسار الریفي.